# Austin Daye
Austin Darren Daye (ur. 5 czerwca 1988 w Irvine) – amerykański koszykarz, występujący na pozycji skrzydłowego, aktualnie zawodnik Umany Reyeru Wenecja.
Jego ojciec - Darren Daye był również koszykarzem oraz zawodnikiem NBA, występował m.in. w barwach Washington Bullets, Chicago Bulls, Boston Celtics.
28 września 2015 podpisał umowę z klubem Cleveland Cavaliers.
9 sierpnia 2017 został zawodnikiem Hapoelu Jerozolima.
18 maja 2018 przedłużył kontrakt z Umaną Reyerem Wenecja do 2020.

## Osiągnięcia
Stan na 13 sierpnia 2020, na podstawie, o ile nie zaznaczono inaczej.
NCAA
- Uczestnik:
  - rozgrywek NCAA Tournament Sweet Sixteen turnieju NCAA (2009)
  - turnieju NCAA (2008, 2009)
- Mistrz:
  - turnieju konferencji West Coast (2009)
  - sezonu regularnego konferencji West Coast (2008, 2009)
- Zaliczony do:
  - I składu najlepszych pierwszorocznych zawodników WCC (2008)
  - składu All-WCC Honorable Mention (2008, 2009)

Drużynowe
- Mistrz:
  - FIBA Europe Cup (2018)
  - Włoch (2019)
- Wicemistrz Bahrajnu (2016)[3]
- Zdobywca Pucharu Włoch (2020)
- Finalista superpucharu Włoch (2019)

Indywidualne
(* – nagrody przyznane przez portal eurobasket.com)
- MVP:
  - finałów ligi włoskiej (2019)
  - Pucharu Włoch (2020)
- Uczestnik meczu gwiazd ligi tureckiej (2017)[7]
- Najlepszy:
  - zagraniczny zawodnik włoskiej Serie A (2016)*[3]
  - skrzydłowy ligi włoskiej (2016)*[3]
- Zaliczony do I składu ligi włoskiej (2016)*[3]
- Lider strzelców ligi włoskiej (2016)

NBA
- Mistrz NBA (2014)[8]
- Zaliczony do I składu letniej ligi NBA w Orlando (2012)